# 水牛地雷防護車
水牛地雷防護車（Buffalo mine protected vehicle）是由Force Protection參考南非的卡斯皮爾地雷防護車（Casspir）開發而成，至2008年6月6日，美軍已裝備二百架。

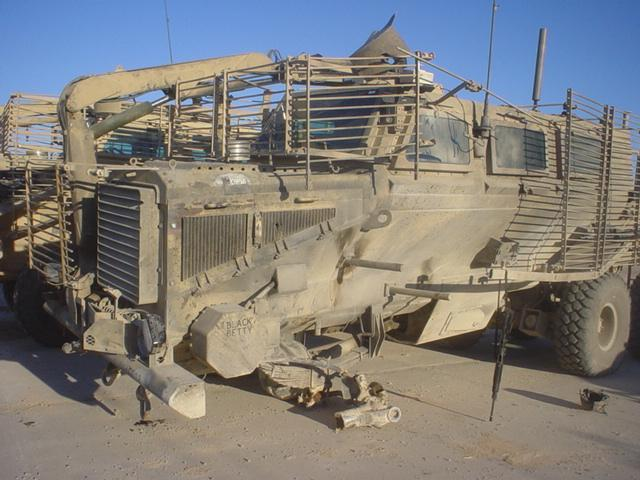
受到IED攻擊後的水牛（加裝了鳥籠式裝甲），車體仍保持完整

## 設計
卡斯皮爾地雷防護車原為四輪設計，而水牛地雷防護車則改為六輪，車頭具有大型遙控工程臂以用於處理爆炸品，車身採用V型車殼，若車底有地雷或IED爆炸時能將衝擊波分散，有效保護車內人員免受嚴重傷害，於伊拉克及阿富汗服役的水牛更加裝鳥籠式裝甲以防護RPG-7的攻擊。

## 型號
- 水牛H（Buffalo H）

### 使用國
- 美国 - 200臺
- 加拿大 - 5臺[7]
- 法國 - 5臺，將於2008年11月交貨[8][9]

## 相關條目

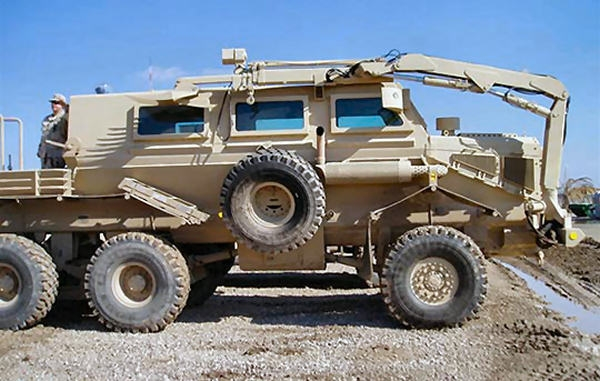
水牛的遙控工程臂